# Sulatyćka
Sulatyćka (ukr. Сулятицька) – przystanek kolejowy w miejscowości Jurkowce, w rejonie mohylowskim, w obwodzie winnickim, na Ukrainie. Położony jest na linii Żmerynka – Mohylów Podolski – Ocnița.

## Historia
Stacja kolejowa powstała w 1892 na linii ze Żmerynki do Oknicy i przejścia granicznego z Austro-Węgrami w Nowosielicy, pomiędzy stacjami Izraiłówka i Mohylów Podolski. Przebudowana do przystanku w 2015.

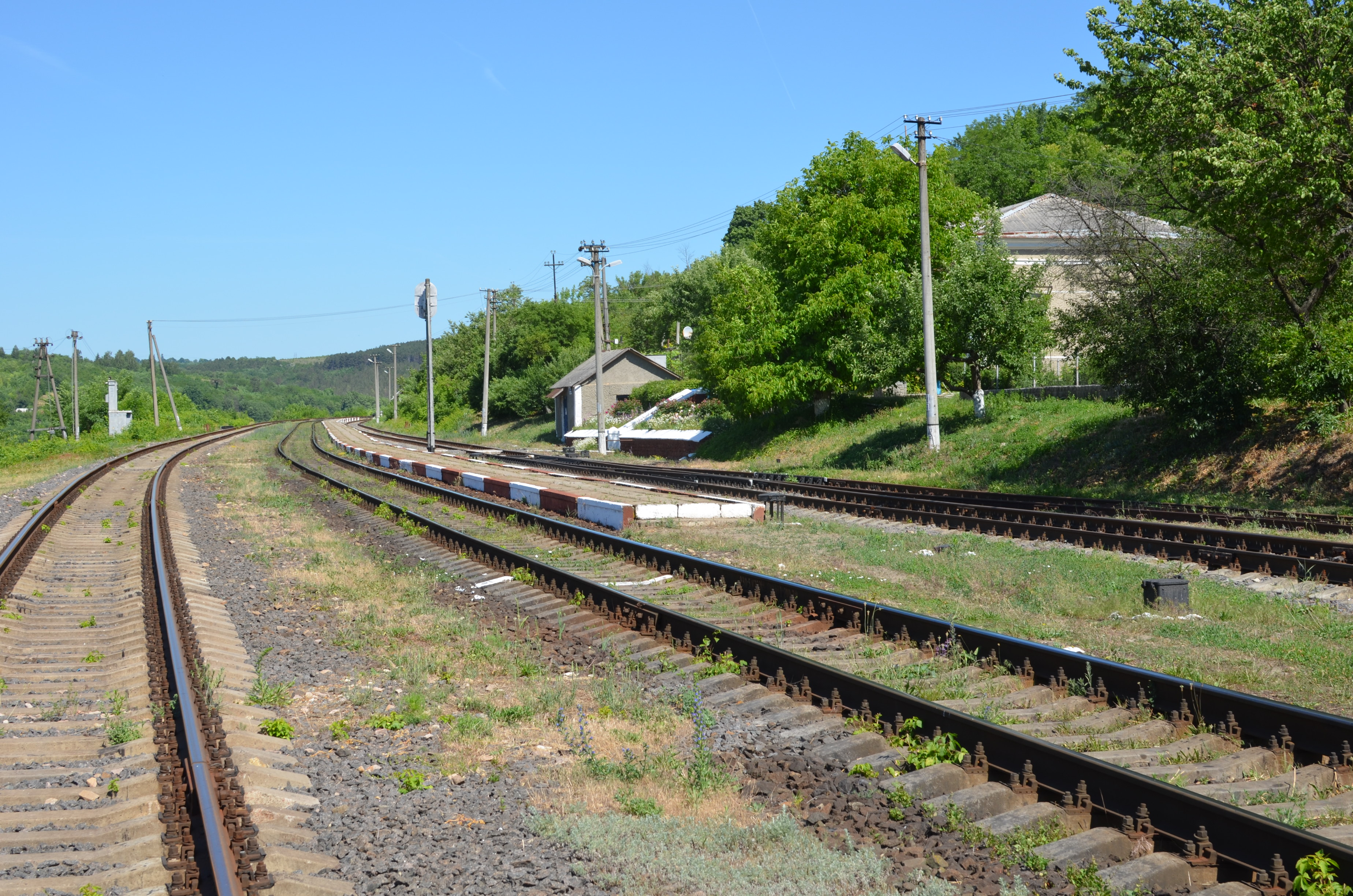
stacja przed rozbiórką torów dodatkowych (2015); widok w kierunku Żmerynki